# Prestelia
 Prestelia Sch.Bip. ex Benth. & Hook.f., 1873 è un genere di piante angiosperme dicotiledoni della famiglia delle Asteraceae.

## Etimologia
Il nome scientifico del genere è stato definito per la prima volta dai botanici Carl Heinrich Schultz (1805-1867), George Bentham (1800-1884) e Joseph Dalton Hooker (1817-1911) nella pubblicazione " Genera Plantarum ad exemplaria imprimis in herbariis Kewensibus" ( Gen. Pl. [Bentham & Hooker f.] 2(1): 236) del 1873.

## Descrizione
Le specie di questa voce sono delle piante con cicli biologici perenni con habitus di tipo erbaceo acaulescente con ampie radici e fusti privi di ramificazioni. L'indumento è lanoso-tomentoso per peli del tipo stellato a 3 - 5 braccia o tricomi non ramificati a forma di "Y" rovesciata. Gli organi interni di queste piante contengono lattoni sesquiterpenici.
Le foglie sono disposte in rosette basali sessili con guaine semi-amplessicauli (la guaina è appressata e avvolge strettamente il fusto). La forma della pagina fogliare è lineare; i margini generalmente sono interi, piatti o revoluti; la consistenza è coriacea con superfici scolorite; le superfici sono pubescenti. Le venature sono pennate o disposte in modo sublongitudinale.
Le infiorescenze, ascellari e peduncolate, sono formate da uno o più capolini sessili (sono presenti configurazioni sincefale - capolini in secondo ordine). Le infiorescenze possono essere avvolte in brattee subinvolucrali tomentose (involucro secondario composto da circa 5 brattee subuguali). I capolini sono composti da un involucro da campanulato a cilindrico formato da circa 12 brattee debolmente embricate su 3 - 4 serie che fanno da protezione al ricettacolo sul quale s'inseriscono i fiori tubulosi. Le brattee sono persistenti e tomentose. Il ricettacolo è piatto e alveolato.
I fiori, da 2 a 10 per capolino, sono tetra-ciclici (ossia sono presenti 4 verticilli: calice – corolla – androceo – gineceo) e pentameri (ogni verticillo ha in genere 5 elementi). I fiori sono inoltre ermafroditi e actinomorfi (raramente possono essere zigomorfi).
- Formula fiorale:

*/x K {\displaystyle \infty }, [C (5), A (5)], G 2 (infero), achenio
- Calice: i sepali del calice sono ridotti ad una coroncina di squame.
- Corolla: le corolle sono formate da un lungo tubo terminante in 5 lobi; il colore è viola; la superficie può essere sia pubescente che glabra.
- Androceo: gli stami sono 5 con filamenti liberi e distinti, mentre le antere sono saldate in un manicotto (o tubo) circondante lo stilo.[11] Le antere, sagittate e sprovviste di ghiandole, sono subcaudate; le appendici apicali in genere sono glabre e indurite. Il polline è tricolporato (con tre aperture sia di tipo a fessura che tipo isodiametrica o poro), echinato (con punte) e non "lophato".[12]
- Gineceo: lo stilo è filiforme e privo di nodi. Gli stigmi dello stilo sono due divergenti con la superficie stigmatica posizionata internamente (vicino alla base). La pubescenza è del tipo a spazzola con peli appuntiti.[13] L'ovario è infero uniloculare formato da 2 carpelli.

I frutti sono degli acheni con pappo. Gli acheni, a forma da cilindrica a spiraleggiante, hanno 8 coste con la superficie sericea e con ghiandole. All'interno si può trovare del tessuto di tipo idioblasto e rafidi di tipo subquadrato; raramente è presente il tessuto tipo fitomelanina. Il carpopodium (carpoforo) è poco appariscente. Il pappo, 2-3-seriato e persistente, è formato da setole (non sono presenti le squamelle); la serie esterna è più corta di quella interna che è diritta.

## Biologia
- Impollinazione: l'impollinazione avviene tramite insetti (impollinazione entomogama tramite farfalle diurne e notturne).
- Riproduzione: la fecondazione avviene fondamentalmente tramite l'impollinazione dei fiori (vedi sopra).
- Dispersione: i semi (gli acheni) cadendo a terra sono successivamente dispersi soprattutto da insetti tipo formiche (disseminazione mirmecoria). In questo tipo di piante avviene anche un altro tipo di dispersione: zoocoria. Infatti gli uncini delle brattee dell'involucro si agganciano ai peli degli animali di passaggio disperdendo così anche su lunghe distanze i semi della pianta.

## Distribuzione e habitat
La distribuzione delle piante di questa voce è relativa al Brasile.

## Tassonomia
La famiglia di appartenenza di questa voce (Asteraceae o Compositae, nomen conservandum) probabilmente originaria del Sud America, è la più numerosa del mondo vegetale, comprende oltre 23.000 specie distribuite su 1.535 generi, oppure 22.750 specie e 1.530 generi secondo altre fonti (una delle checklist più aggiornata elenca fino a 1.679 generi). La famiglia attualmente (2021) è divisa in 16 sottofamiglie.

### Filogenesi
Le specie di questo gruppo appartengono alla sottotribù Lychnophorinae descritta all'interno della tribù Vernonieae Cass. della sottofamiglia Vernonioideae Lindl.. Questa classificazione è stata ottenuta ultimamente con le analisi del DNA delle varie specie del gruppo. Da un punto di vista filogenetico in base alle ultime analisi sul DNA la tribù Vernonieae è risultata divisa in due grandi cladi: Muovo Mondo e Vecchio Mondo. I generi di Lychnophorinae appartengono al clade relativo all'America.
La sottotribù, e quindi i suoi generi, si distingue per i seguenti caratteri:
- le infiorescenze raramente sono spicate (a forma di spiga);
- i capolini in genere sono grandi;
- le corolle sono prive di ghiandole stipitate;
- il polline non è "lophato";
- negli acheni sono sempre presenti i rafidi di tipo subquadrato.

In precedenza la tribù Vernonieae, e quindi la sottotribù (Lychnophorinae) di questo genere, era descritta all'interno della sottofamiglia Cichorioideae. Nell'ambito della tribù, la sottotribù Lychnophorinae occupa, da un punto di vista filogenetico, una posizione vicina al "core" (si è evoluta tardivamente rispetto alle altre sottotribù) ed è vicina alle sottotribù Vernoninae e Chrestinae.  Questo genere, nella filogenesi della sottotribù, occupa una posizione centrale e fa parte di un gruppo comprendente i generi Lychnocephalus Mart. ex DC., Hololepis DC. e la specie Lychnophora damazioi Beauverd.
I caratteri distintivi e diagnostici per le specie di questo genere ( Prestelia) sono:
- l'habitus è acaulescente con i peduncoli che hanno origine direttamente dalle radici;
- le foglie hanno dei margini revoluti;
- sono presenti configurazioni sincefale;
- il pappo è persistente.

### Elenco delle specie
Questo genere ha 3 specie:
- Prestelia eriopus Sch.Bip.
- Prestelia espeletoidea  Loeuille, Semir & Pirani
- Prestelia purpurascens  (Glaz. ex Oliv.) Loeuille, Semir & Pirani}

### Sinonimi
Sono elencati alcuni sinonimi per questa entità:
- Eriopus Sch.Bip. ex Baker